# Глушни (Псковская область)
Глушни — деревня в Бережанской волости Островского района Псковской области.

## География
Расположена на восточной границе города Остров, на левом (южном) берегу реки Великая.

## Население
| 2001 | 2002 | 2010 |
| ---- | ---- | ---- |
| 117  | ↗121 | ↘82  |

Численность населения деревни по состоянию на 2000 год составляла 117 жителей.